# Tornau vor der Heide
Tornau vor der Heide ist ein Ortsteil der Stadt Raguhn-Jeßnitz im Landkreis Anhalt-Bitterfeld in Sachsen-Anhalt.

## Geografie
Tornau vor der Heide liegt zwischen Dessau-Roßlau und Halle (Saale) am Rande des Biosphärenreservates Mittlere Elbe.

## Geschichte
Im 13. Jahrhundert wurde Tornau vor der Heide erstmals urkundlich erwähnt.
Am 1. Januar 2010 schlossen sich die bis dahin selbstständigen Gemeinden Tornau vor der Heide, Marke, Retzau, Schierau, Thurland und Altjeßnitz sowie die Städte Jeßnitz (Anhalt) und Raguhn zur Stadt Raguhn-Jeßnitz zusammen. Gleichzeitig wurde die Verwaltungsgemeinschaft Raguhn, zu der Tornau vor der Heide gehörte, aufgelöst.

## Politik

### Bürgermeister
Der letzte Bürgermeister der Gemeinde Tornau vor der Heide war Lothar Krause.

### Wappen
Das Wappen wurde am 30. Dezember 2009 durch den Landkreis Anhalt-Bitterfeld genehmigt.
Blasonierung: „Gespalten von Blau und Gold; vorn pfahlweise drei schräge silberne Pfeile, hinten pfahlweise drei zu den Pfeilen gegenschräge grüne Eichenblätter.“
Die Farben der ehemaligen Gemeinde sind Gold (Gelb) - Blau.
Das Wappen wurde vom Magdeburger Kommunalheraldiker Jörg Mantzsch gestaltet. Es nimmt mit den Eichenblättern Bezug auf die drei Ortsteile, mit den Pfeilen auf das Wappen der einst ansässigen und begüterten Familie von Schierstedt.

### Flagge
Die Flagge ist Gelb - Blau (1:1) gestreift (Querform: Streifen waagerecht verlaufend, Längsform: Streifen senkrecht verlaufend) und mittig mit dem Gemeindewappen belegt.

## Kultur und Sehenswürdigkeiten

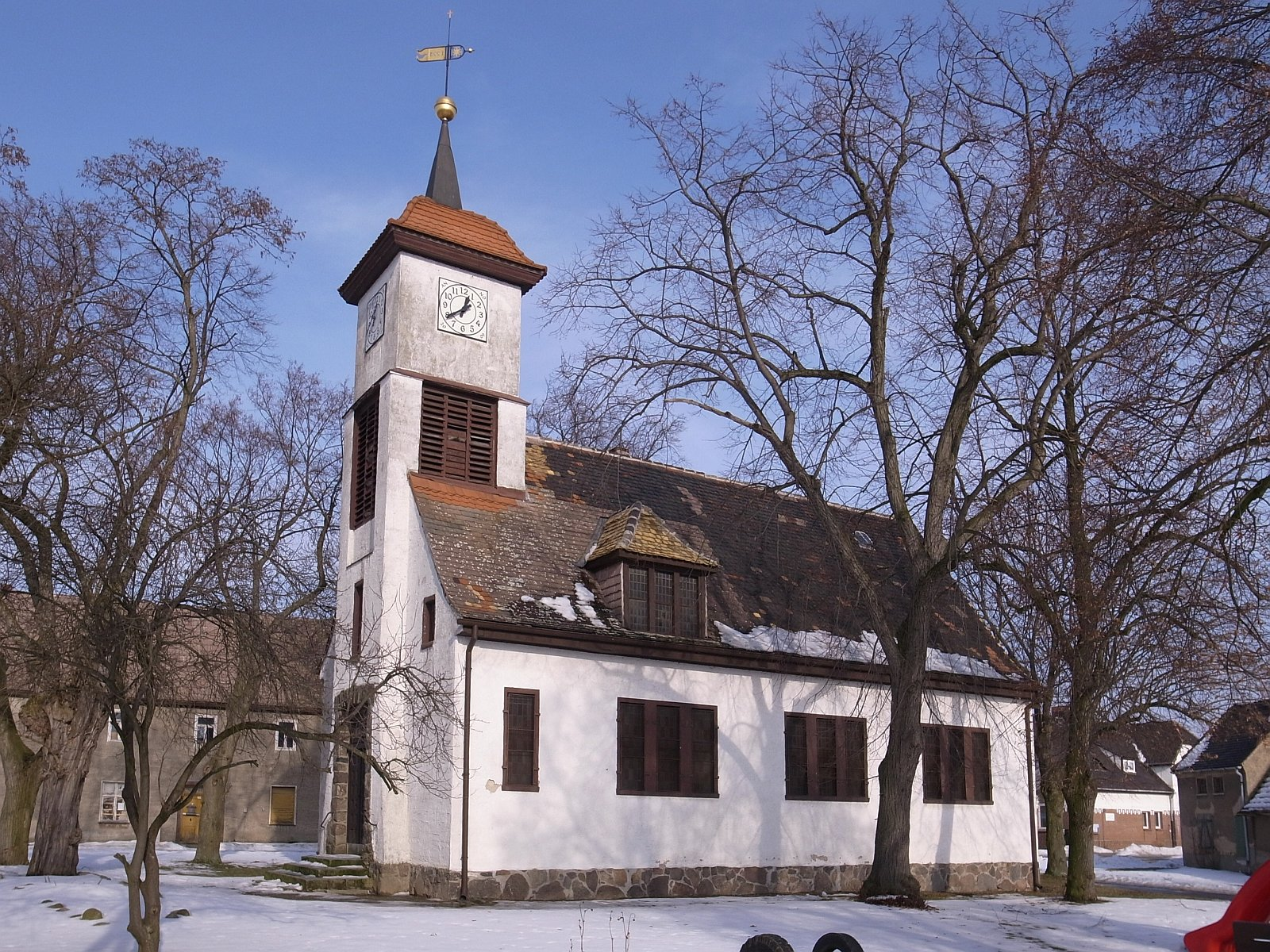
Dorfkirche

### Bauwerke
Die Dorfkirche im Zentrum von Tornau wurde restauriert.

## Wirtschaft und Infrastruktur

### Verkehr
Östlich der Gemeinde verläuft in unmittelbarer Nähe die Bundesautobahn 9 von Leipzig nach Berlin, und die Bundesstraße 184 Bitterfeld-Wolfen - Dessau-Roßlau.